# イバッハ
Rud. イバッハ・ゾーン（Rud. Ibach Sohn）は、ドイツ・シュヴェルムのピアノ製造業者であり、2007年までは世界で最も古い製造を続けている会社であった。1794年に創業されたイバッハはアップライトピアノとグランドピアノの大手製造業者の一つであった。1904年まではオルガンも生産していた。イバッハは最後まで創業家によって率いられてきた。21世紀の初めには、第7世代目が会社に加わった。2007年12月、シュヴェルムでのピアノ生産は打ち切られた。今日は、イバッハ製ピアノのサポートを扱っている。

## 歴史
ヨハネス・アドルフ・イバッハは1794年にバイエンブルク（1929年以降はヴッパータール市）で最初のスクエア・ピアノを製造した。1795年、ヨハネスはこの地の十字軍修道院（Kreuzherren-Klosters）のオルガンを修復した。18世紀が終わる前に、ヨハネスは生産拠点をまずリッタースハウゼン（オーバーバルメン）の貸し工房に、次にバルメンのヴッパーフェルトに移した。1817年、居住と工場のための建物を建設し、ここでピアノとオルガンを生産した（中心はピアノ製造）。1839年、息子のカール・ルドルフ・イバッハとその兄弟のリヒャルト・イバッハがAd. Ibach Söhne（アドルフ・イバッハの息子達）という名前で会社を引き継いだ。最初の営業所はデュッセルドルフ、ボン、エッセンに設立された。1850年代初頭まで、イバッハはケルンのピアノメーカーEckとプロイセンで最大のピアノメーカーであるケーニヒスベルクのGebauhrに所有されていた。イバッハはとりわけオランダに向けた輸出を推し進めた。1869年、オルガン製造は独立会社となった。1873年のウィーン万国博覧会においてイバッハ社はメダルを獲得した。会社は拡大し、ケルンに作業場を持つ営業所とシュヴェルムに新工場が加わった。

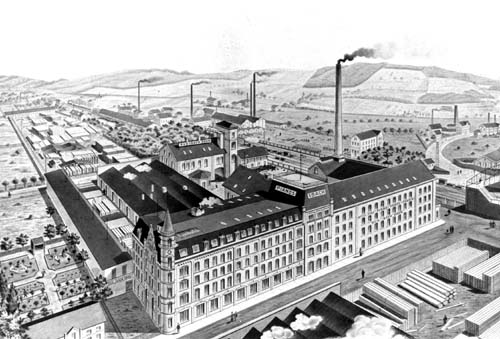
1900年頃のシュヴェルムの2番目の工場

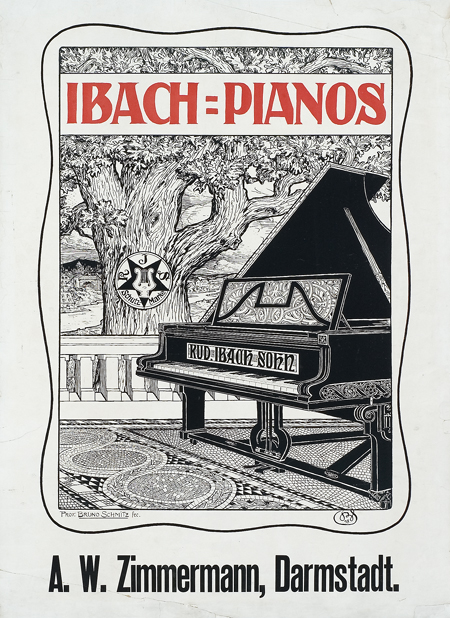
1898年にブルーノ・シュミッツによってデザインされた「イバッハ・ピアノ」のポスター。背景のオークの木に商標 R I S が描かれている。

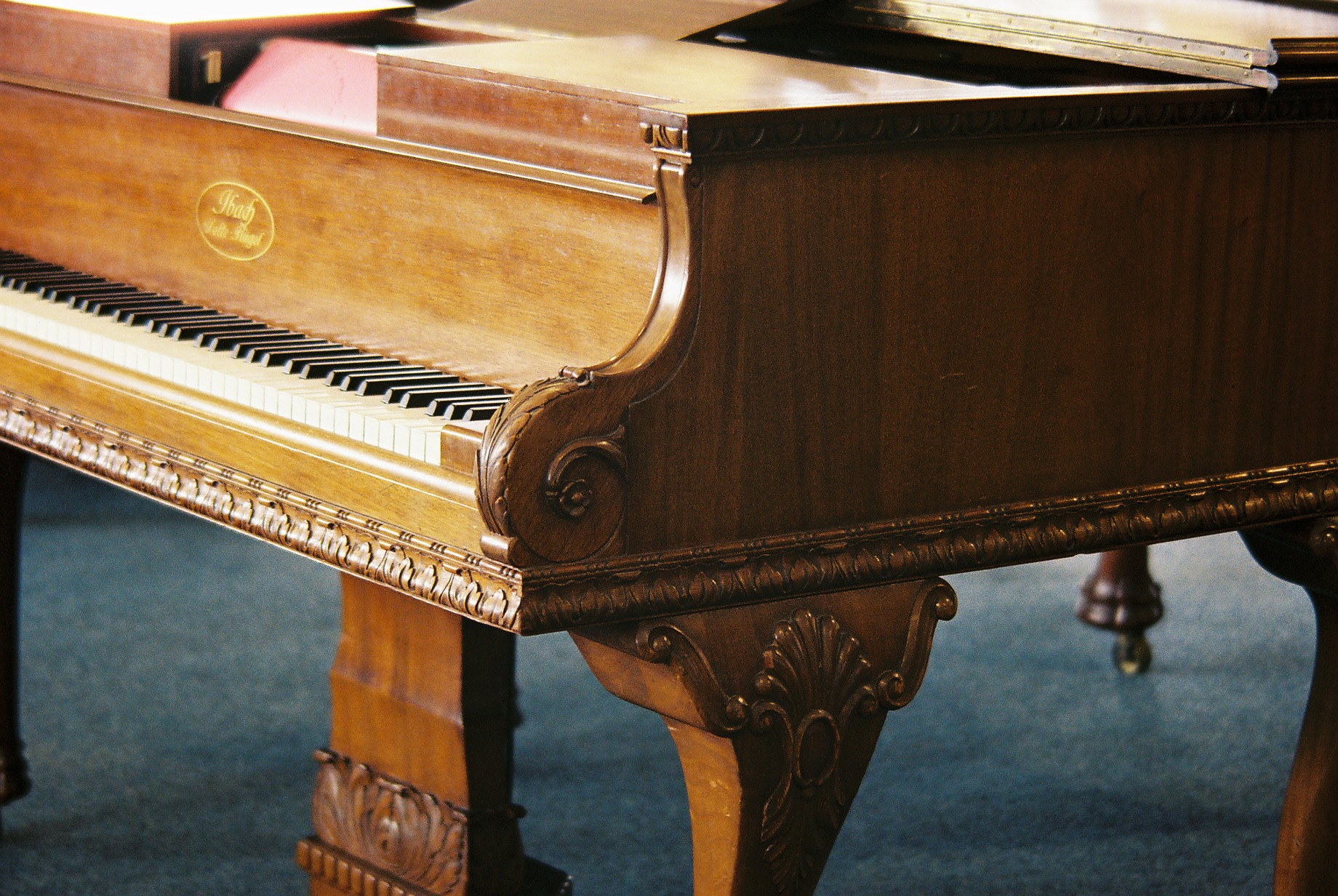
イバッハのヴェルテ＝ミニョン（自動演奏）グランドピアノ（1924年）

さらに、公立楽器博物館と初のヴッパータール音楽ライブラリーが開かれた。1892年、ペーター・アドルフ・ルドルフの未亡人フルダ・イバッハが会社を引き継いだ。彼女は20年間会社を率いて、数百人を雇用した。この時期に、ベルリンに3番目の工場が建設された。さらに会社は拡大し、中米、南米、バルト諸国、ロシア、アジア、アフリカ、オセアニアでも販売を行った。この時に、移調グランドピアノや放射型鍵盤、Ibachord（コンサート・チェンバロ）、指揮台ピアノ、イバッハ＝ヴェルテ・グランドピアノ、イバッハ＝ヴェルテ・アップライトピアノといった様々な革新や新たな進歩が取り入れられた。第一次世界大戦後は会社にとって試練の時期だった。

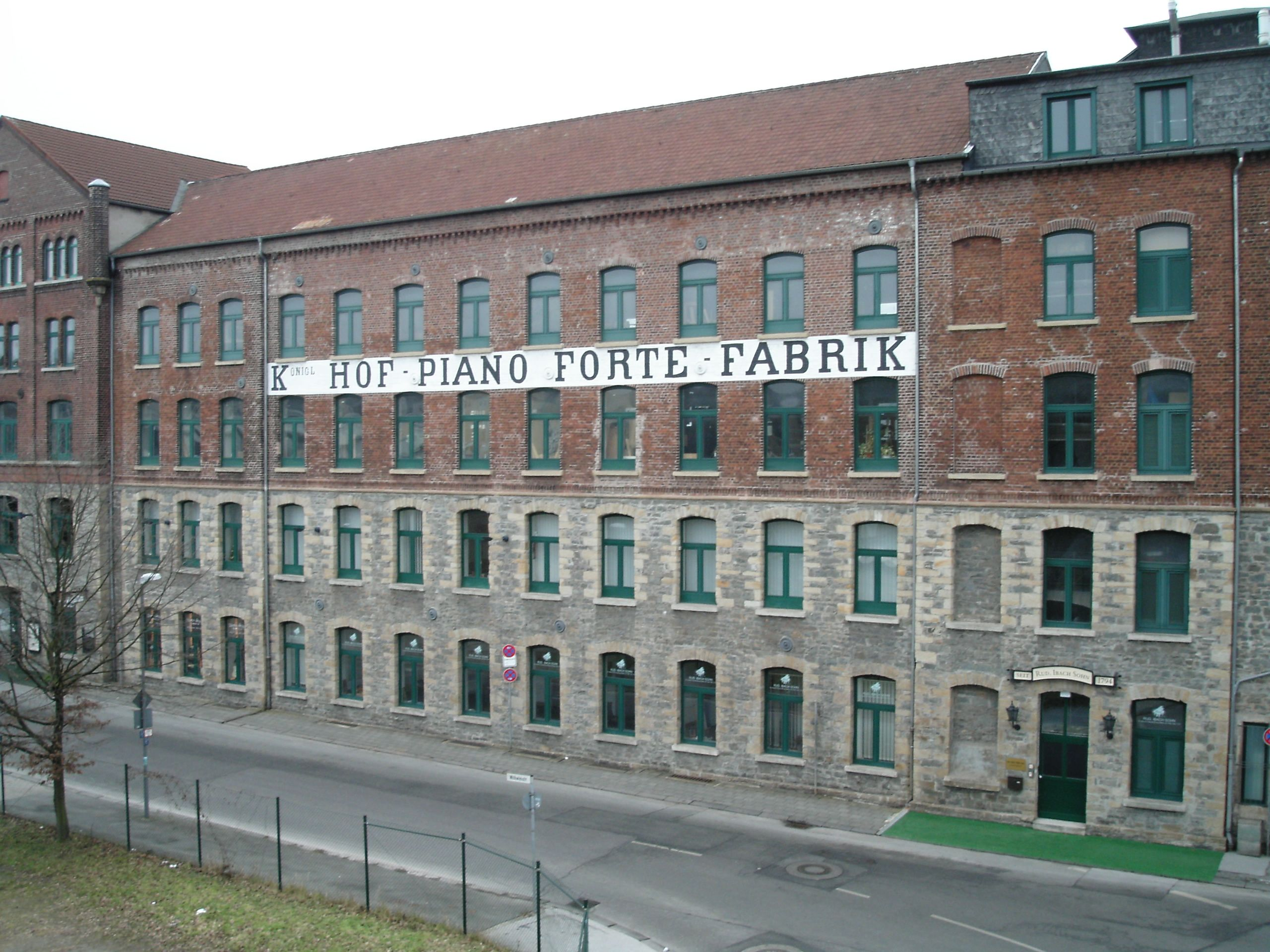
シュヴェルム工場

輸出市場の消失に加えて、ラジオと蓄音機の発明によってピアノ市場は縮小した。自動車がステータスシンボルとしてのグランドピアノの取って代わった。変化した顧客の要求、特に狭い集合住宅のため、小型ピアノが開発された。第二次世界大戦はバルメンの本社にも破壊をもたらした。したがって、1945年にシュヴェルム工場が新本社となった。しかしながら、生産は1950年にようやく再開できた。1960年代と1970年代の好景気は会社に取って良い時期であった。
1980年代、韓国の大宇財閥との合弁事業の一環として大宇楽器が韓国で作られ、製造される全ての楽器はイバッハから出された。韓国での製品には「K」が加えられた。部外者からの意見では、このブランド名の「希釈」が深刻な経済問題を引き起こした。2004年から取締役を務めていたユリア・ザビーネ・ファルケ（旧姓イバッハ）はイバッハに対する競合他社のキャンペーンを一番の問題と見た。2007年には、5人強のピアノ職人がイバッハで働いていた。2007年12月、ピアノ生産は打ち切られた。それ以後、イギリスのジョン・ブロードウッド・アンド・サンズが世界で最も古い途切れることなく生産を行っているピアノ製造業者である。

## 所有者
- ヨハネス・アドルフ・イバッハ（1766年–1848年）、創業者、1794年–1839年
- カール・ルドルフ・イバッハ（1804年–1863年）、一時的に兄弟のリヒャルト・イバッハおよびグスタフ・アドルフ・イバッハと経営、1839年–1863年
- 暫定: リヒャルト・イバッハ（1813年–1889年）、オルガン職人、カール・ルドルフ・イバッハの未亡人レギーネ・エミリエ・イバッハ（旧姓ブルッケンハウス）と共同経営、1863年–1869年
- ペーター・アドルフ・ルドルフ・イバッハ（ドイツ語版）（1843年–1889年）、1869年からは社名を「Rud. Ibach Sohn」とした、1869年–1892年
- フルダ・イバッハ（旧姓Reyscher、1845年–1921年）、ペーター・アドルフ・ルドルフ・イバッハの未亡人、義理の兄弟のヴァルター・イバッと共同経営、1892年–1904年
- アルベルト・ルドルフ・イバッハ（ドイツ語版）（1873年–1940年）、一時的に兄弟のマックス・イバッハとハンス・イバッハと共同経営、1905年–1940年
- ヨハン・アドルフ・イバッハ（1911年–1999年）、1940年–1980年
- ロルフ・イバッハ（1940年生）、1980年–2006年
- ユリア・サビーネ・ファルケ（1972年生、旧姓イバッハ）、2005年–

## 重要な製品

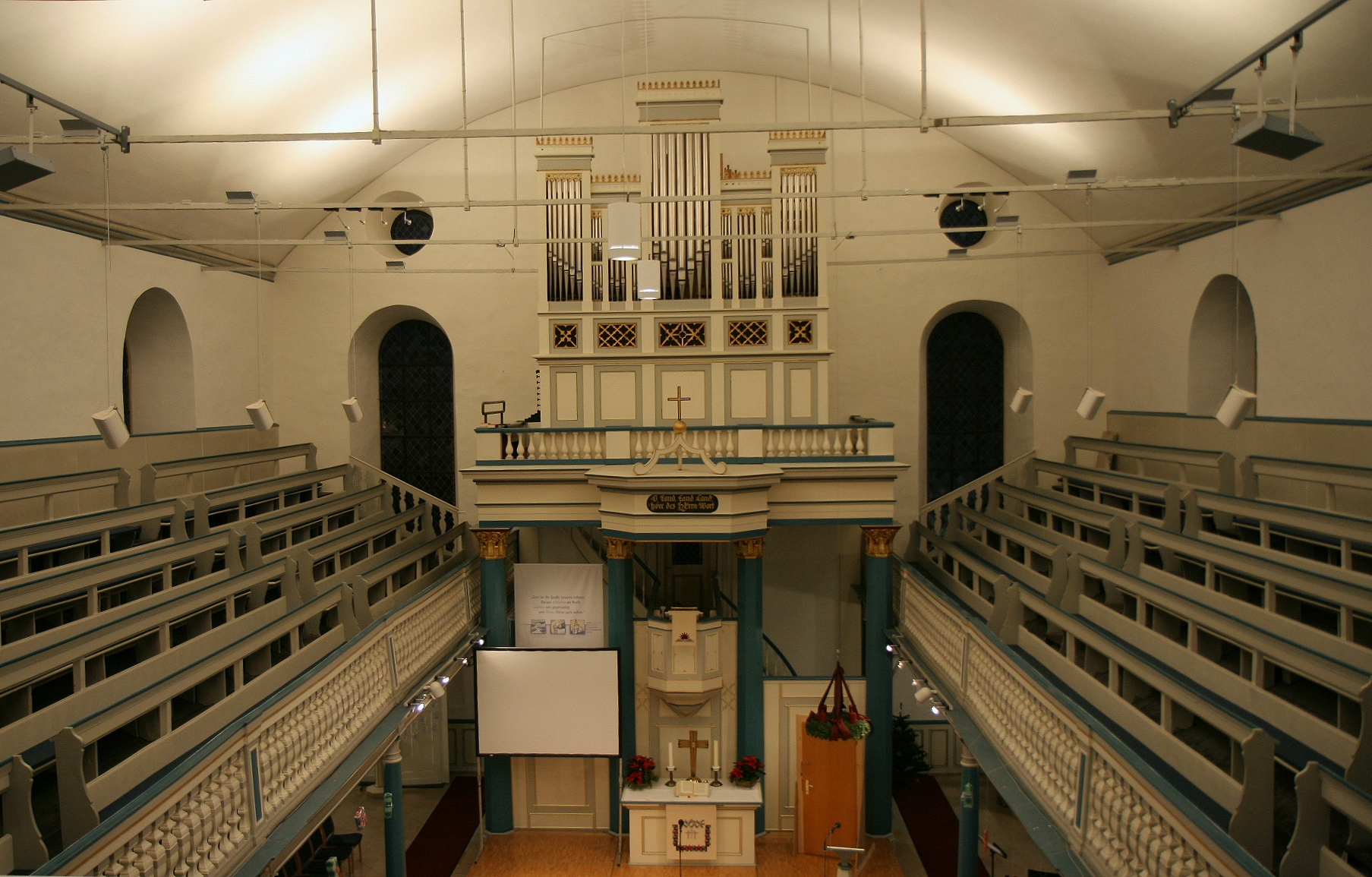
ニコライ教会堂 (ハルヴァー)

- コブレンツのストルツェンフェルス城（英語版）（プロイセン王のライン川沿いの城）のオルガン
- トリーアのコンスタンティヌスのバシリカ（英語版）のオルガン
- ヴッパータール＝バルメンの市民社会コンコルディアのゲゼルシャフツハウス（ドイツ語版）のための欧州初のコンサートホールオルガン
- ノルトドイッチャー・ロイド社の快速船（ドイツ語版）のための船舶用グランドピアノおよびアップライトピアノ
- 名高い建築家および視覚芸術家（例えばプリツカー賞受賞者リチャード・マイヤー）によってデザインされたデザイナー楽器の伝統[5]

## 万国博覧会への出展
- 1862: ロンドン万国博覧会
- 1873: ウィーン万国博覧会
- 1876: フィラデルフィア万国博覧会
- 1879: シドニー万国博覧会（英語版）
- 1880: メルボルン万国博覧会
- 1897: ブリュッセル万国博覧会（出品せず、イバッハは審査側）
- 1902: 第1回トリノ国際現代装飾美術博覧会（英語版）
- 1904: セントルイス万国博覧会
- 1906: ミラノ万国博覧会
- 1910: ブリュッセル万国博覧会

## 御用達の称号
（この節の出典：）
- 1876 フレデリック・ファン・オラニエ＝ナッサウ、オラニエ＝ナッサウ家王子、オランダ王子
- 1878 ヴィルヘルム1世、ドイツ皇帝、プロイセン王
- 1886 ゲオルク2世、ザクセン＝マイニンゲン公
- 1900 ゲオルク2世、ザクセン＝マイニンゲン公
- 1901 カルロス1世、ポルトガル王、アルガルヴェ王
- 1901 カール・ギュンター（英語版）、シュヴァルツブルク＝ゾンダースハウゼン侯
- 1902 カロル1世、ルーマニア王
- 1902 フェルディナント、大ブルガリア公
- 1902 フリードリヒ・ヴィルヘルム2世、メクレンブルク＝シュトレーリッツ大公
- 1904 マリー・レティシア・ボナパルト、サヴォイア家王女、アオスタ公爵夫人
- 1905 フランツ・ヨーゼフ1世、オーストリア皇帝、ハンガリー王
- 1905 ゲオルギオス1世、ギリシャ王
- 1905 オスカル2世、スウェーデン王、ノルウェー王
- 1908 グスタフ5世、スウェーデン王
- 1910 フリードリヒ2世、アンハルト公
- 1911 ルイーゼ・ゾフィー・フォン・シュレースヴィヒ＝ホルシュタイン＝ゾンダーブルク＝アウグステンブルク、シュレースヴィヒ＝ホルシュタイン＝ゾンダーブルク＝アウグステンブルク家王女、フリードリヒ・レオポルト・フォン・プロイセン王子夫人
- 1913 ヴィルヘルム・エルンスト、ザクセン＝ヴァイマル＝アイゼナハ大公
- 1914 エルンスト・ルートヴィヒ、ヘッセン大公

イギリス
- ヴィクトリア、グレートブリテン及びアイルランド連合王国の女王、インド皇帝
- ファイフ公爵夫人
- オールバニ公爵夫人
- バクルー公爵夫人
- リッチモンド公爵夫人
- アバディーン伯爵夫人